# Днепровские острова (региональный ландшафтный парк)
«Днепровские острова» (укр. «Дніпровські острови») — региональный ландшафтный парк, расположенный на территории Деснянского района, Днепровского района, Голосеевского района, Печерского района и Оболонского района Киевского горсовета (Украина). Создан 23 декабря 2004 года. Площадь — 1 214,99 га. Землепользователь — государственное коммунальное предприятие «Плесо».

## История
Региональный ландшафтный парк был создан Решением Киевского горсовета от 23 декабря 2004 года № 878/2288. В состав парка были включены ранее созданные природоохранные объектыː общезоологический заказник Острова Казачий и Ольгин и ландшафтный заканик Муромец—Лопуховатое. В 2007 году Государственным управлением экологии утверждён Проект организации территории регионального ландшафтного парка Днепровские острова. Согласно Генеральному плану Киева до 2025 года, планируется включения островов на территории Голосеевского района в состав Голосеевского национального природного парка.

## Описание
Парк занимает группу Днепровские острова, состоящую из 34 островов на реке Днепр в Киеве. Парк не включил крупный по площади остров Труханов и остров Водников. Большая часть парка расположена на территории Голосеевского, Днепровского и Деснянского районов, в Печерском и Оболонском районах парк представлен небольшими участками. Парк расположен на территории 5 районов Киевского горсоветаː Деснянского (Муромец, Лопуховатый, Собачий), Днепровского (Венецианский, Долобецкий, на Десёнке южнее Московского моста), Голосеевского (Великий, Казачий, Ольгин, Жуков (частично), Дикий, Лиска, несколько безымянных у острова Казачий), Печерского (Малый, несколько безымянных) и Оболонского (Оболонский).
Территория парка имеет зонированиеː
- зона заповедного режима (Дикий, Долгий, Казачий, Ольгин, Малый, Муромец),
- зона регулированной рекреации (Лопуховатый и 5 безымянных),
- зона стационарной рекреации (Венецианский, Долобецкий, частично Жуков, Оболонский).

Есть информационные знаки.
Как добратьсяː Пешком 1) пешком от ст. м. Гидропарк (к острову Венецианский); 2) ост. Парк Дружбы народов (к островам Муромец, Лопуховатый, на Московском мосту) автобусы № 21, 29, 30, 31, 47, 73, 100, 101, 101к, 114, 114а (от ст. м. Петровка), далее пешком около 1,5 км; 3) ост. отель Арма Енкор (к Жуковому острову) и база Динамо (к острову Казачий, на Столичном шоссе) марш. такси № 43, 43к, 311, 313, 315, 811 (от ст. м. Выдубичи), далее пешком около 1,5 км. Близлежащее метроː   Гидропарк,   Почайна,   Выдубичи.

## Природа
Растительность островов представлена пойменными дубравами с добавлением тополя и ивы. На острове Ольгин встречаются дубы возрастом свыше 100 лет (высота до 20 м, охват ствола на высоте 1,5-3 м). Водная растительность распространена на протоках и озёрах крупных островов.
Среди млекопитающих фауна заказника представлена такими видами как выдра, горностай, лось, дикий кабан, косуля, заяц-русак, белка, бобёр, ондатра, лисица, енотовидная собака, ласка, норка американская, куница, ёж, летучие мыши и грызуны. В заказнике встречается множество птиц, насекомых, пресмыкающихся, земноводных. В водах заказника встречается 29 видов рыб (сом, лещ, щука, судак).